# نافذة عمليات الأيض
نافذة عمليات الايض (يطلق عليها أيضا نافذة البناء أو نافذة البروتين) مصطلح يستخدم في تدريب القوى لوصف فترة تقارب ال 30 دقيقة (اقل أو اكتر حسب اختلاف الافراد) ما بعد التمرين خلالها يتم تفعيل حالة البناء بدلا من الهدم بوجود التغذية. خاصة خلال الفترة التي يتم فيها تناول البروتين والكربوهيدرات مما يساهم في زيادة الكتلة العضلية
حاليا لا يوجد أي اساس علمي يدعم هذه النظرية، بعض النظريات تعتقد ان نافذة عمليات الايض تبدأ بالانتهاء في خلال دقائق من انتهاء التمرين. انهم يزعمون ان نفس العناصر الغذائيه التي يتم تناولها بعد ساعتين تعمل على تقليل افراز البروتين وتخزين الغلايكوجين بالعضلات. المزيد من الابحاث مطلوبة لاثبات تأثير الطعام واوقات التمارين، لكن يجب اعتبار المنهجية في هذه التجارب.